# Irrésistible (album de Juliette)
Pour les articles homonymes, voir Irrésistible.
Albums de Juliette
¿Qué tal?
(1991) Juliette chante aux Halles
(1995)
Irrésistible est le premier album studio de l'auteur-compositrice-interprète française Juliette, sorti en 1993.

## Genèse
Après l'album ¿Qué tal? enregistré en public en 1991, et dans lequel Juliette s'accompagnait elle-même au piano ; la chanteuse donne un récital au théâtre de Dix Heures à Paris dès l'année suivante. La musicienne entame ensuite une collaboration avec le pianiste, compositeur et arrangeur Didier Goret, dont elle explique qu'il lui a énormément appris en matière d'arrangements. C'est avec l'aide de ce dernier que la chanteuse commence à composer les nouveaux morceaux de son premier album en studio, intitulé Irrésistible.
Pour les paroles, Juliette a travaillé avec l'auteur et cinéaste Pierre Philippe. Dans les années 1980, elle avait essayé en vain de le contacter, mais c'est après avoir fait la première partie de Jean Guidoni en 1990 que sa productrice Mysiane Alès finira par concrétiser leur rencontre. Très admirative des chansons que le parolier avait écrites pour Guidoni,, elle ambitionne d'aller aussi loin que ce dernier en matière de provocation théâtrale et d'absence de compromis.

## Caractéristiques artistiques

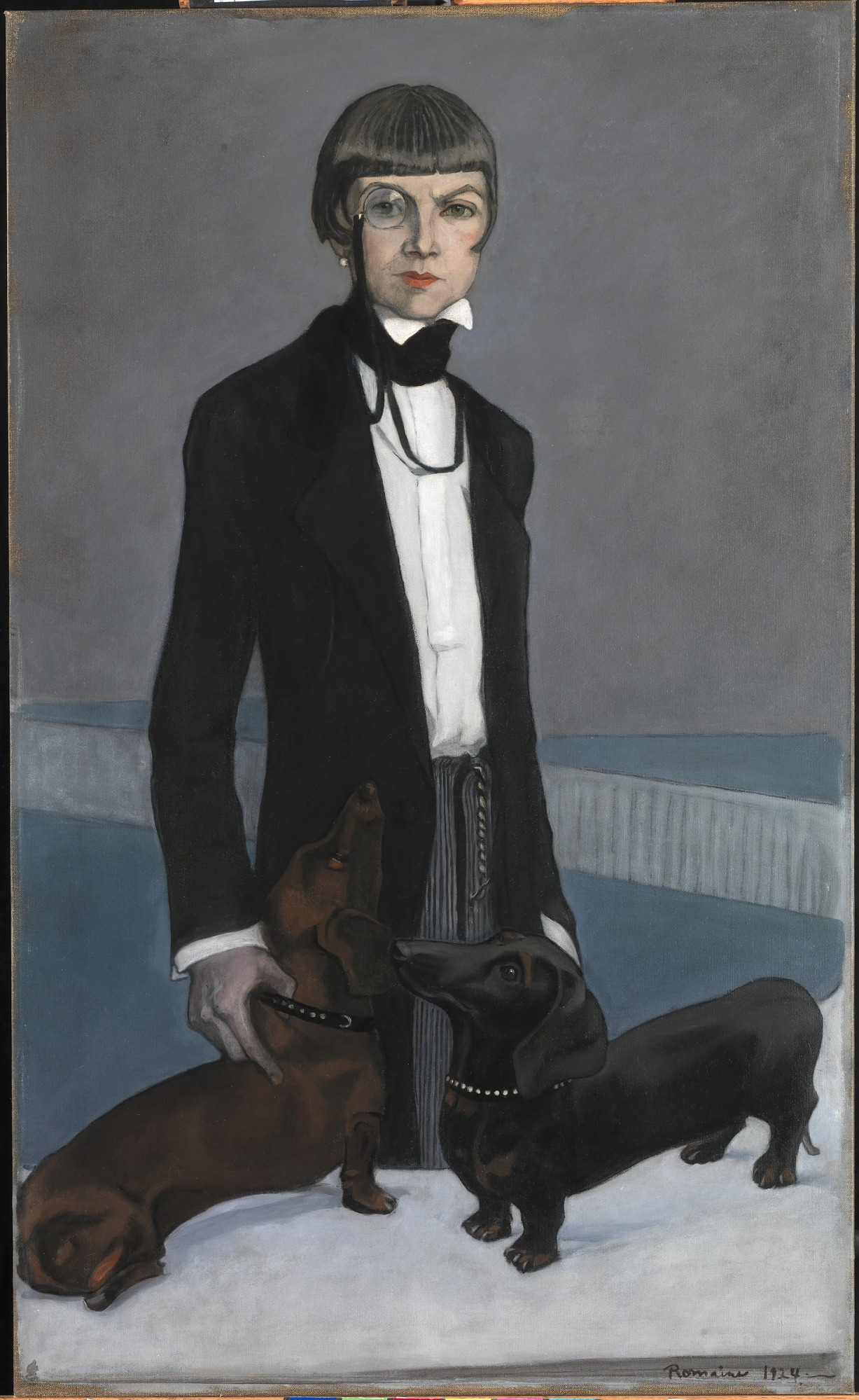
Portrait d'une aristocrate androgyne arborant les attributs typiques des lesbiennes décrites dans Monocle et col dur.

La chanson qui donne son titre à l'album est également la toute première que le parolier lui a écrite. Irrésistible nous montre une femme qui se considère comme sublime mais qui ne parvient pas à provoquer le désir de son partenaire. Celle-ci finira par l'accabler de reproches dans le dernier couplet, en lui lançant finalement : « Ce qu'il te faut / C'est un cageot / Une chèvre ou / Son légionnaire / Un simple trou / Ou bien ta mère »,. Moins théâtrale, Le rosier jaune retrouve le ton très intimiste de Sur l'oreiller, une chanson qui figurait déjà sur l'album ¿Qué tal? et qui se voit ici orchestrée par Didier Goret.
Beaucoup plus inquiétante, La baraque aux innocents est marquée par le style onirique de Federico Fellini, et s'inspire de la nouvelle L'Incroyable et triste histoire de la candide Eréndira et de sa grand-mère diabolique de Gabriel García Márquez, l'un des écrivains favoris de la chanteuse. Ses paroles décrivent le passage d'un bordel ambulant composé de « nains fardés » et de « singes grimés en gosses », qui attisent les pires perversions sexuelles des sédentaires à qui ils rendent visite,. La musique de La baraque aux innocents reprend celle du Danseur de corde, morceau qui figurait sur la toute première cassette autoproduite de la chanteuse, publiée en 1987.
De style plus léger, Monocle et col dur fait référence à l'ancien club lesbien Le Monocle, situé dans le Montparnasse des années 1930,. D'inspiration comique, Les lanciers du Bengale est une reprise orchestrée d'une chanson qui figurait également sur la cassette autoproduite citée précédemment,,, tandis que Jeu de massacre ressuscite une vieille « chanson réaliste » écrite par Henri-Georges Clouzot (qui avait débuté en tant qu'auteur de chansons), et que Marianne Oswald avait créée en 1934,.
Le titre suivant, Petits métiers, reprend une thématique déjà abordée par Jean Guidoni au cours de son premier spectacle au Théâtre en Rond en novembre 1980, lorsqu'il faisait la présentation de sa chanson L'écorcheur d'enfants (que Pierre Philippe lui avait écrite d'après le texte Les petits métiers de Tony Duvert,). Ses paroles dressent une liste plus ou moins fantaisiste des anciens métiers que la modernité a fait disparaître, comme la « loueuse de chaises », l'« aiguiseur de couteaux » ou la plus improbable « fileuse de diarrhée ». L'auteur cite à la toute fin la profession d'« équarrisseur d'enfants », qui fait évidemment écho à la chanson pleine d'humour noir, et au titre presque identique, qui a été citée auparavant. Petits métiers est devenu un véritable « classique » du répertoire de Juliette qui l'a même chanté dans l'émission Bouillon de culture de Bernard Pivot en fin d'année 1993,. Inspiré par une scène du film Le Carnaval des âmes,, et composé à partir d'un thème de Philippe Dubosson (l'un des compositeurs de Jean Guidoni), le discordant Manèges s'inscrit dans un univers de fête foraine très voisin de celui du Jeu de massacre. Quant au vénéneux Poisons, il s'agit d'une reprise orchestrée d'un ancien titre que Juliette chantait déjà à l'époque de ¿Qué tal?. 
D'une longueur inhabituelle, l'ambitieux Monsieur Vénus est basé sur le roman homonyme de la femme de lettres Rachilde. Ce morceau très opératique n'a pas de refrain et comprend douze quatrains en alexandrins. Monsieur Vénus raconte l'histoire d'amour entre une femme d'apparence « virile » et un homme efféminé qui accepte de se travestir durant leurs ébats sadomasochistes. Surpris par l'un des prétendants de sa maîtresse, le jeune homme est tué lors d'un duel. Embaumé par un taxidermiste, son cadavre est ensuite transformé en poupée sexuelle livrée aux appétits nécrophiles de son amoureuse,,.

## Parution et réception
Acclamé par la critique,, l'album Irrésistible reçoit le Prix de l'Académie Charles-Cros en mai 1994,,, et sera confirmé disque d'or.

## Fiche technique

### Liste des chansons
| No  | Titre                    | Paroles               | Musique                                 | Durée |
| --- | ------------------------ | --------------------- | --------------------------------------- | ----- |
| 1.  | Irrésistible             | Pierre Philippe       | Juliette Noureddine                     | 4:12  |
| 2.  | Le rosier jaune          | Pierre Philippe       | Didier Goret                            | 3:46  |
| 3.  | La baraque aux innocents | Pierre Philippe       | Juliette Noureddine                     | 5:41  |
| 4.  | Monocle et col dur       | Pierre Philippe       | Juliette Noureddine                     | 4:25  |
| 5.  | Sur l'oreiller           | Juliette Noureddine   | Juliette Noureddine                     | 5:32  |
| 6.  | Les lanciers du Bengale  | Juliette Noureddine   | Juliette Noureddine                     | 3:35  |
| 7.  | Jeu de massacre          | Henri-Georges Clouzot | Maurice Yvain                           | 4:11  |
| 8.  | Petits métiers           | Pierre Philippe       | Juliette Noureddine                     | 4:42  |
| 9.  | Manèges                  | Pierre Philippe       | Juliette Noureddine & Philippe Dubosson | 5:49  |
| 10. | Poisons                  | Juliette Noureddine   | Juliette Noureddine                     | 4:28  |
| 11. | Monsieur Vénus           | Pierre Philippe       | Juliette Noureddine                     | 7:27  |

### Crédits
| - Juliette Noureddine : chant, programmation, arrangements - Didier Goret : piano, arrangements, direction d'orchestre - Franck Steckar : claviers, batterie, percussions - Bruno Grare : percussions, trombone - Jean-Claude Tcheurekdjian : violon - Elizabeth Boudjema : violon - Frédéric Gondot : alto - Béatrice Toussaint : violoncelle - Stéphane Logerot : contrebasse - Maurice Yacobi : guitare - Dominique Sucetti : bandonéon, accordéon - Bernard Duplaix : piccolo, flûte, saxophone ténor Avec la participation de l'Orchestre d'Harmonie de La Malmaison. | - Mysiane Alès (Le Rideau Bouge) : production - Didier Goret : direction artistique - Gérard Lhomme (assisté de Stéphane Bili) : enregistrement et mixage - Marie-Evelyne Savorgnan (avec la complicité de Jean Henry) : composition picturale (sur une photographie de Marthe Lemelle) |